# Неуромаркетинг
Неуромаркетинг је ново поље маркетинга где истраживачи користе технологије као што су:
- функционална магнетна резонанца (фМРИ) за мерење промена у активности у деловима мозга
- електроенцефалографију (ЕЕГ) за мерење активности у специфичним регионалним спектрима мозга и / или
- сензори за мерење промене у физиолошком стању човека (рад срца, брзина дисања, галванско мерење проводности коже) да би сазнали реакцију потрошача на одређене маркетиншке активности и при томе начин доношења одлуке при куповини. Такође испитује се који део мозга се при томе користе.

Маркетинг аналитичари користе неуромаркетинг би измерили реакцију потрошача, као одговор на питање: „Да ли вам се свиђа овај производ?" не мора увек да буде прави одговор због когнитивне пристрасности.
Термин „неуромаркетинг“ је први употребио Ale Smidts 2002. године.
Др David Lewis, оснивач The Mindlab International је назван „отац неуромаркетинга“ за његову пионирску анализу студије мождане активности у истраживачке и комерцијалне сврхе.

## Методе провере ефикасности маркетинга
Пре појаве неуромаркетинга су постојале две методе провере успешности маркетинга:
Прва је праћење динамике продаје датог производа као одговор на одређене маркетиншке активности.
Друга, мање поуздана је била путем упитника који се дају испитаницима. Суштина је у томе да испитаници чест подсвесно дају другачије одговоре у односу на своје понашање када се нађу у улози купца. Испитивање корисника који им се производ више допада, а да при томе нису знали да ли им се даје Кока кола или Пепси кола, дали су резултат 50:50. Стварна продаја је далеко у корист Кока коле.

## Комерцијална примена
MindSign Neuromarketing, компанија са седиштем у близини Сан Дијега, Калифорнија, је прва компанија која је почела да користи фМРИ технологију за анализу мозга субјекта, док гледа трејлере нових филмова. Такође раде анализу политичких говора председника Барака Обаме.